# Thelma a Louise
Thelma a Louise je americká road movie z roku 1991. Scénář k filmu o dvou ženách, které se snaží uniknout z každodenního stereotypu a života, který je dusí, pochází z dílny Callie Khouriové. Režie se ujal Ridley Scott. V titulních rolích hrají Geena Davisová a Susan Sarandonová. Detektiva, který Thelmu a Louisu pronásleduje, hraje Harvey Keitel. Ve filmu se také objeví Brad Pitt, pro kterého byla role zlodějíčka vůbec první významnější rolí v Hollywoodu.

## Synopse
Thelma (Geena Davisová), domácí puťka ovládaná svým panovačným manželem Darrylem (Christopher McDonald), a její přítelkyně Louise (Susan Sarandonová), samostatná, životem zahořklá servírka, vyrazí na víkend rybařit do hor. Než ale stihnou dorazit do cíle, promění se jejich výlet v noční můru. Po cestě se zastaví v baru, kde se Thelma seznámí s Harlanem Puckettem (Timothy Carhart), který se ji po několika společných tancích a skleničkách pokusí na parkovišti před barem znásilnit. Louisa, která je tam najde, ho potom v afektu vyvolaném jeho nadávkami a urážkami zastřelí. Thelma chce jít okamžitě na policii, ale Louise se obává, že jim nikdo neuvěří, že Thelma nešla s Harlanem dobrovolně. Nakonec se Louise rozhodne utéct do Mexika a Thelma ji následuje. Rozehrává se tak honička s policií i osudem napříč Spojenými státy.

## Obsazení
| Susan Sarandonová    | Louise Elizabeth Sawyerová \| Taťjana Medvecká |
| Geena Davisová       | Thelma Yvonne Dickinsonová \| Sabina Laurinová |
| Harvey Keitel        | Hal Slocumb \| Jaromír Meduna                  |
| Michael Madsen       | Jimmy Lennox \| Petr Štěpánek                  |
| Christopher McDonald | Darryl Dickinson                               |
| Brad Pitt            | J.D.                                           |
| Timothy Carhart      | Harlan Puckett                                 |

## Ocenění
Film byl velmi dobře přijat veřejností i kritiky. Callie Khouriová získala Oscara za nejlepší původní scénář. Na Oscara za hlavní ženskou roli byly nominovány i obě titulní představitelky Geena Davisová a Susan Sarandonová, ale cenu nakonec získala Jodie Fosterová za hlavní roli ve filmu Mlčení jehňátek.
Oceněný byl i český dabing: Taťjana Medvecká dostala za namluvení Louise Cenu Františka Filipovského, přičemž na stejnou cenu byla nominována i Sabina Laurinová za namluvení Thelmy.